# Henry-Moräne
Die Henry-Moräne (norwegisch Henrysanden) ist eine kleine Moräne im ostantarktischen Königin-Maud-Land. Im Conradgebirge liegt sie auf der Nordwestseite des Bjerkenuten.
Norwegische Kartographen, die sie auch benannten, kartierten sie anhand von Luftaufnahmen und Vermessungen der Dritten Norwegischen Antarktisexpedition (1956–1960). Namensgeber ist Henry Bjerke (1919–1970), der von 1957 bis 1959 als Mechaniker bei Forschungsreise tätig war.